# Landtagswahlkreis 1 (Rheinland-Pfalz)
Der Landtagswahlkreis 1 existierte in der Form und Bezeichnung in Rheinland-Pfalz seit dem ersten Landeswahlgesetz vom 7. Dezember 1950 bis zur Landtagswahl 1987. In dieser Zeit erfuhr der Wahlkreis unterschiedliche Zuschnitte. Durch das  Landeswahlgesetz in der Fassung vom 20. Dezember 1989 ging Rheinland-Pfalz zur personalisierten Verhältniswahl über, die das erste Mal zur Landtagswahl 1991 angewendet wurde. Aus den bis dahin 4 Wahlkreisen wurden 4 Wahlbezirke mit den gleichen Wahlgebieten. Der Wahlbezirk 1 umfasste nunmehr 14 Wahlkreise.

## Chronologie des Wahlkreises bis 1989

### 1950–1970
Im Zuge der Vorbereitungen der zweiten Landtagswahlen am 29. April 1951 beschloss der Landtag von Rheinland-Pfalz das mit Wirkung vom 7. Dezember 1950 erste Landeswahlgesetz. Durch den § 14 des Gesetzes wurde Rheinland-Pfalz nun in sieben Wahlkreise eingeteilt. Die Wahlkreise orientierten sich an den vorhandenen Regierungsbezirken, die bei der ersten Landtagswahl 1947 den Wahlkreisen entsprachen. Nunmehr wurde der Regierungsbezirk Koblenz in zwei Wahlkreise aufgeteilt. Dabei erhielt der neue Wahlkreis 1 die nördlichen Landkreise Altenkirchen (Westerwald), Neuwied, Ahrweiler, Mayen, Koblenz-Stadt und -Land des Regierungsbezirkes als Wahlgebiet. Im Wahlkreis konnten 18 Abgeordnete gewählt werden. Diese Regelung bestand bis 1970.
Gewählte Abgeordnete
| Landtagswahl   | Abgeordnete | Partei | Zahl der Mandate |
| -------------- | --- | ------ | ---------------- |
| 29. April 1951 | Georg Bauer, Hans Böhm, Michael Dedenbach, Willi Hartung, Emil Müller, Elfriede Seppi | SPD    | 6                |
| 29. April 1951 | Bruno Becher, Max Lotz | FDP    | 2                |
| 29. April 1951 | Wilhelm Boden, Georg Habighorst, Friedrich Hachenberg, Hubert Hermans, Susanne Hillesheim, Peter Mieden, Heinrich Pickel, Hans Bernhard Rippelbeck, August Wacker, Paul Wingendorf               | CDU    | 10               |
| 15. Mai 1955   | Georg Bauer, Otto Mockenhaupt, Michael Dedenbach, Willi Hartung, Elfriede Seppi | SPD    | 5                |
| 15. Mai 1955   | Bruno Becher, Max Lotz | FDP    | 2                |
| 15. Mai 1955   | Peter Altmeier, Wilhelm Boden Georg Habighorst, Friedrich Hachenberg, Heinz Korbach, Susanne Hermans-Hillesheim, Werner Peters, Heinrich Pickel, Hubert Teschner, August Wacker, Paul Wingendorf | CDU    | 11               |
| 19. April 1959 | Georg Bauer, Otto Mockenhaupt, Michael Dedenbach, Hans Lösken, Elfriede Seppi, Emil Haas | SPD    | 6                |
| 19. April 1959 | Bruno Becher | FDP    | 1                |
| 19. April 1959 | Peter Altmeier, Wilhelm Boden Karl Grotmann, Friedrich Hachenberg, Heinz Korbach, Susanne Hermans-Hillesheim, Werner Peters, Heinrich Pickel, Heinz Schwarz, August Wacker, Paul Wingendorf      | CDU    | 11               |
| 31. März 1963  | Hans Trees, Gerhard Steen, Michael Dedenbach, Rudolf Bock, Günter Wolfram, Emil Haas, Josef Mendling                                                                                             | SPD    | 7                |
| 31. März 1963  | Ernst Heydorn, Gerhard Völker | FDP    | 2                |
| 31. März 1963  | Peter Altmeier, Johann Wilhelm Gaddum Karl Grotmann, Josef Kohns, Heinz Korbach, Susanne Hermans, Heinz Schwarz, August Wacker, Paul Wingendorf                                                  | CDU    | 10               |
| 23. April 1967 | Theo Lück, Gerhard Steen, Karl Schön, Herbert Heuft, Günter Wolfram, Josef Mendling | SPD    | 6                |
| 23. April 1967 | Ernst Heydorn, Gerhard Völker | FDP    | 2                |
| 23. April 1967 | Peter Altmeier, Johann Wilhelm Gaddum Franz Schaaf, Paul Knüpper, Willi Hörter, Susanne Hermans, Heinz Schwarz, Konrad Mohr, Paul Wingendorf, Josef Rüber                                        | CDU    | 10               |

### 1970–1972
Im Zuge der Vorbereitungen der siebenten Landtagswahlen am 21. März 1971 beschloss der Landtag von Rheinland-Pfalz am 7. Juli 1970 eine Änderung des Landeswahlgesetzes. Sie wurde auch durch die Auflösung des Regierungsbezirkes Montabaur, die 1968 stattfand, sowie die Kreisreform in Rheinland-Pfalz notwendig. Durch den § 12 des Gesetzes wurde Rheinland-Pfalz nun in sechs Wahlkreise eingeteilt. Der Wahlkreis 1 wurde neu geschnitten und nahm das komplette Wahlgebiet des bis dahin bestehenden Wahlkreises 4 auf, der den nunmehr aufgelösten Regierungsbezirk Montabaur bis dahin umfasst hatte. Gleichzeitig wurden die Landkreise Ahrweiler, Koblenz und Mayen sowie die Stadt Koblenz an den  neu zugeschnittenen Wahlkreis 2 abgegeben. Damit bestand der Wahlkreis 1 nun aus den Landkreisen Altenkirchen (Westerwald) und Neuwied, dem Oberwesterwaldkreis, dem Unterwesterwaldkreis sowie dem Rhein-Lahn-Kreis und bekam 15 Abgeordnete zugesprochen.
Gewählte Abgeordnete
| Landtagswahl  | Abgeordnete | Partei | Zahl der Mandate |
| ------------- | --- | ------ | ---------------- |
| 21. März 1971 | Theo Lück, Hans Schweitzer, Willi Diel, Helmut Fink, Günter Wolfram, Hans Helzer, Erich Meckel                                      | SPD    | 7                |
| 21. März 1971 | Josef Schmidt, Johann Wilhelm Gaddum, Willibald Hilf, Ludwig Pfeil, Gerhard Krempel, Ulrich Schmalz, Heinz Schwarz, Paul Wingendorf | CDU    | 8                |

### 1972–1989
Bereits 1972 erfolgte die nächste Neueinteilung der Wahlkreise. Am 4. Juli 1972 wurde das Landesgesetz zur Änderung des Landeswahlgesetzes verabschiedet, in dessen Folge Rheinland-Pfalz nun in vier Wahlkreise aufgeteilt wurde. Der Wahlkreis 1 wurde um Teile des vormaligen Wahlkreises 2 vergrößert und bestand nun aus den Landkreisen  Altenkirchen (Westerwald), Ahrweiler, Neuwied und Mayen-Koblenz, dem Oberwesterwaldkreis, dem Unterwesterwaldkreis, dem Rhein-Lahn-Kreis und der kreisfreien Stadt Koblenz. Bis zur Landtagswahl am 9. März 1975 hatte die Gebietsreform die Gesetzgebung aber schon wieder überholt. Der überwiegende Teil des Unterwesterwaldkreise und der gesamte Oberwesterwaldkreis fusionierten zum Landkreis Westerwald, der mit Wirkung vom 1. August 1974 in Westerwaldkreis umbenannt wurde. Dem Wahlkreis wurden zunächst 26 Abgeordnetenmandate zugesprochen. Zur Landtagswahl 1983 erhöhte sich die Zahl auf 27, zur Landtagswahl 1987 waren 28 Abgeordnetenmandate.
Gewählte Abgeordnete
| Landtagswahl  | Abgeordnete | Partei | Zahl der Mandate |
| ------------- | --- | ------ | ---------------- |
| 9. März 1975  | Theo Lück, Hans Schweitzer, Gerhard Steen, Helmut Fink, Werner Klein, Hans Helzer, Carlheinz Moesta, Rudolf Scharping, Heinz Sondermann, Manfred Scherrer                                                                                        | SPD    | 10               |
| 9. März 1975  | Wilhelm Ulmen | FDP    | 1                |
| 9. März 1975  | Otto Meyer, Susanne Hermans, Konrad Mohr, Karl Deres, Johann Wilhelm Gaddum, Willibald Hilf, Heinz Peter Volkert, Gerhard Krempel, Ulrich Schmalz, Heinz Schwarz, Paul Wingendorf, Rudolf Geil, Paul Knüpper, Karl Hoppe, Franz Schaaf           | CDU    | 15               |
| 18. März 1979 | Theo Lück, Hans Schweitzer, Irene Goß, Helmut Fink, Werner Klein, Hans Helzer, Carlheinz Moesta, Rudolf Scharping, Heinz Sondermann, Manfred Scherrer, Dieter Muscheid                                                                           | SPD    | 11               |
| 18. März 1979 | Lothar Krall | FDP    | 1                |
| 18. März 1979 | Otto Meyer, Susanne Hermans, Konrad Mohr, Karl Deres, Johann Wilhelm Gaddum, Lambert Mohr, Heinz Peter Volkert, Gerhard Krempel, Ulrich Schmalz, Hans Dahmen, Paul Wingendorf, Rudolf Geil, Karl Hoppe, Franz Schaaf                             | CDU    | 14               |
| 6. März 1983  | Ludwig Eich, Hans Schweitzer, Irene Goß, Helmut Fink, Werner Klein, Hans Helzer, Carlheinz Moesta, Rudolf Scharping, Heinz Sondermann, Manfred Scherrer, Dieter Muscheid                                                                         | SPD    | 11               |
| 6. März 1983  | Otto Meyer, Gabriele Kokott-Weidenfeld, Gerhard Steffens, Joachim Hörster, Leo Schönberg, Lambert Mohr, Heinz Peter Volkert, Josef Happ, Ulrich Schmalz, Hans Dahmen, Paul Wingendorf, Rudolf Geil, Hans-Josef Koggel, Franz Schaaf, Paul Lamboy | CDU    | 16               |
| 17. Mai 1987  | Ludwig Eich, Hans Schweitzer, Hans Seichter, Karl Peter Bruch, Bernd Lang, Eda Jahns, Gerhard Roth, Rudolf Scharping, Heinz Sondermann, Franz Schwarz, Dieter Muscheid                                                                           | SPD    | 12               |
| 17. Mai 1987  | Hans-Artur Bauckhage, Heinrich Reisinger | FDP    | 2                |
| 17. Mai 1987  | Gernot Rotter | Grüne  | 1                |
| 17. Mai 1987  | Karl Hoppe, Gabriele Kokott-Weidenfeld, Gerhard Steffens, Theo Zwanziger, Leo Schönberg, Lambert Mohr, Heinz Peter Volkert, Josef Happ, Ulrich Schmalz, Hans Dahmen, Heinz Neuhaus, Rudolf Geil, Wilhelm Josef Sebastian, Paul Lamboy            | CDU    | 14               |

### Seit 1989
1989 änderte sich die Wahlkreiseinteilung des Landes Rheinland-Pfalz drastisch. Mit dem Landeswahlgesetz in der Fassung vom 20. Dezember 1989 wurde Rheinland-Pfalz nunmehr in vier Wahlbezirke und 51 Wahlkreise eingeteilt. Diese Einteilung war so bis zur Landtagswahl 2016 mit geringfügigen Änderungen gültig. Teilweise änderten sich die Bezeichnungen von Gebietskörperschaften, im geringen Umfang wechselten auch Stimmbezirke den Wahlkreis. Durch die neue Wahlkreiseinteilung und die damit verbundene personalisierte Verhältniswahl wurde nun genau ein Direktmandat je Wahlkreis vergeben. Nunmehr wurden die Wahlkreise auch durch geographische Bezeichnungen unterschieden. Aus dem Wahlkreis 1 wurde der Wahlbezirk 1, der die Landtagswahlkreise 1 bis 14 und weiterhin das gleiche Gebiet umfasste. Folgende Wahlkreise gehörten bei der Landtagswahl 1991 nun zum Wahlbezirk 1:
| Nr. | Wahlkreis                              | Wahlkreissieger         | Partei |
| --- | -------------------------------------- | ----------------------- | ------ |
| 1   | Betzdorf/Kirchen (Sieg)                | Franz Schwarz           | SPD    |
| 2   | Altenkirchen (Westerwald)              | Alfred Beth             | CDU    |
| 3   | Linz am Rhein/Rengsdorf                | Werner Wittlich         | CDU    |
| 4   | Neuwied                                | Sigurd Remy             | SPD    |
| 5   | Bad Marienberg (Westerwald)/Westerburg | Gerhard Roth            | SPD    |
| 6   | Montabaur                              | Karl Hoppe              | CDU    |
| 7   | Diez/Nassau                            | Karl Peter Bruch        | SPD    |
| 8   | Koblenz/Lahnstein                      | Rudolf Scharping        | SPD    |
| 9   | Koblenz                                | Dieter Muscheid         | SPD    |
| 10  | Bendorf/Weißenthurm                    | Franz-Gerd Kraemer      | SPD    |
| 11  | Andernach                              | Achim Hütten            | SPD    |
| 12  | Mayen                                  | Leo Schönberg           | CDU    |
| 13  | Remagen/Sinzig                         | Gerhard Steffens        | CDU    |
| 14  | Bad Neuenahr-Ahrweiler                 | Wilhelm Josef Sebastian | CDU    |